# HD51650
HD51650 — хімічно пекулярна зоря спектрального класу B9, що має видиму зоряну величину в смузі V приблизно  8,3.
Вона  розташована на відстані близько 65231,3 світлових років від Сонця.

## Пекулярний хімічний вміст
Зоряна атмосфера HD51650 має підвищений вміст 
Si
.